# Imperator des Südens
Koordinaten: 52° 38′ 27″ N, 23° 44′ 32″ O

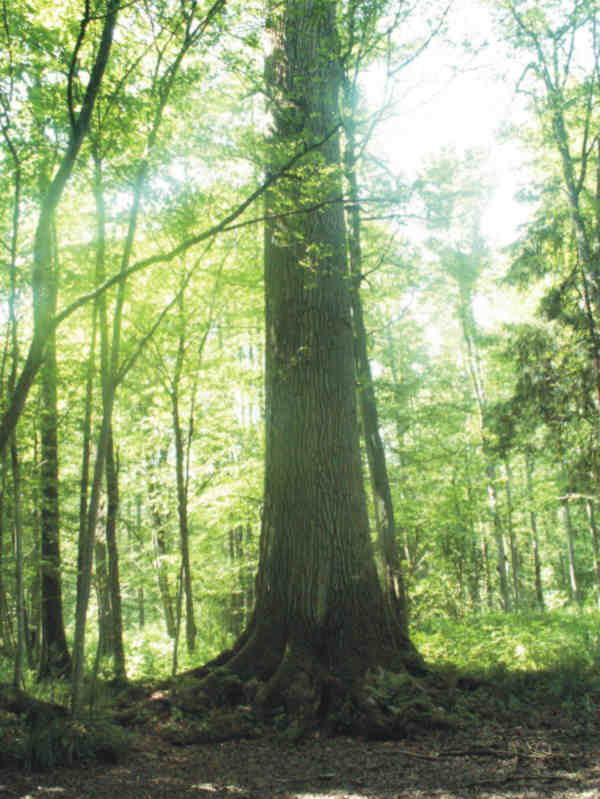
Stammsäule

Der Imperator des Südens (poln. Dąb Imperator Południa, auch nach dem polnischen Botaniker und Ökologen Janusz Bogdan Faliński genannt „Eiche des Prof. Janusz Bogdan Faliński“, poln. Dąb Prof. Janusza Falińskiego) ist eine mächtige Urwaldeiche im Białowieża-Urwald in Polen, sie befindet sich im Sektor 579 des Waldgebietes.
Der zu jeder Seite hin gleichmäßig in den Boden eingebettete Baum hat in einer Höhe von 130 cm über der Stammbasis einen Stammumfang von 610 cm. Die Eiche erreicht eine Höhe von ca. 40 m. Der Baum ist vital und zeigt keine Anzeichen für ein Absterben (Stand: 2008).
Das Alter des Baumes kann auf etwa 350 bis 400 Jahre geschätzt werden.